# Cynorta geayi
Cynorta geayi is een hooiwagen uit de familie Cosmetidae.